# روشن ایرماتوف
روشن سیف‌الدینوویچ ایرماتوف (زاده ۹ اوت ۱۹۷۷ - تاشکند) داور فوتبال اهل کشور ازبکستان می‌باشد.

## بیوگرافی
او در سال ۲۰۰۳ عضو داوران بین‌المللی شد و در سال ۲۰۰۷ برای داوری در مسابقات زیر ۲۰ سال جهان انتخاب شد و دیدارهای گامبیا با مکزیک و شیلی با کنگو را قضاوت کرد.

## جام جهانی ۲۰۱۰
در جام جهانی ۲۰۱۰ او قضاوت خوبی داشت او داور مسابقه افتتاحیه جام جهانی ۲۰۱۰ بین آفریقای جنوبی با مکزیک را قضاوت کرد همچنین او دیدارهای :
- انگلستان با الجزایر
- آرژانتین با یونان
- آرژانتین با آلمان
- اروگوئه با هلند را قضاوت کرد.

## جام جهانی ۲۰۱۴
فیفا با انتخاب روشن ایرماتوف به عنوان قاضی مسابقه تیم‌های هلند و کاستاریکا در دور یک چهارم نهایی وی را به عنوان رکورد دار داوری در جام جهانی نه تنها در آسیا ، بلکه در جهان مطرح کرد.
ایرماتوف اولین داوری بود که ۹ دیدار در جام جهانی را قضاوت کرده‌است.وی قبل از قضاوت بازی هلند و کاستاریکا با ۸ قضاوت در جام جهانی در کنار ژول کوئینو فرانسوی و بنیتو آرچوندیا از مکزیک و نیز خورخه لاریوندا از اروگوئه رکورد دار مشترک محسوب می شد اما اکنون نام ایرماتوف به تنهایی در صدر فهرست پرقضاوت‌ترین داوران در تاریخ جام جهانی قرار گرفته‌است.
دیدار هلند و کاستاریکا چهارمین دیداری بود که ایرماتوف در جام جهانی ۲۰۱۴ قضاوت کرد.وی پیش از این داور وسط بازی سوییس - اکوادور ، کرواسی - مکزیک و آمریکا - آلمان بوده‌است.

## افتخارات
او در سال ۲۰۰۸ و ۲۰۰۹ به عنوان بهترین داور آسیا انتخاب شد. او تنها داوری در دنیا است که 11 دیدار در جام جهانی را سوت زده است. وی در جام حهانی 2018 دیدارهای اسپانیا - مراکش و آرژانتین کرواسی را داوری کرد. 